# Illionaire Records
Illionaire Records est un label discographique indépendant sud-coréen de hip-hop, basé à Séoul. Il est fondé en janvier 2011 par les rappeurs The Quiett et Dok2. Le label représente aussi le rappeur Beenzino. Malgré sa petite taille, Illionaire Records est considéré comme l'un des labels de hip-hop les plus influents en Corée du Sud, grâce à la notoriété de ses artistes,,.

## Histoire
Les amis et rappeurs The Quiett et Dok2 fondent Illionaire Records le 1er janvier 2011. Ils signent le rappeur Beenzino un peu plus tard dans l'année. The Quiett dit plus tard dans une interview avec Complex qu'il voulait fonder un petit label pour s'affranchir du système de label major traditionnel de K-pop. Il déclare : « Dans les labels major, l'argent généré par les artistes est d'abord donné à l'agence pour rémunérer les patrons, managers et membres du staff. Dans notre cas, on est les patrons ». Le label ne possède qu'un seul employé et aucun des trois rappeurs ne sont liés par un contrat.
Le label connait une grande hausse de popularité dans ses jeunes années grâce aux nombreuses collaborations de Dok2 avec le chanteur et rappeur américano-coréen Jay Park. Durant l'été 2012, Illionaire Records a fait une tournée en Corée du Sud. Le 11 novembre, les trois artistes ont sorti le morceau gratuit Illionaire Gang afin de coïncider avec leur Illionaire Day Concert.
En 2014, le label fait les têtes d'affiche de l'Asian Music Festival Summer Concert dans New York le 21 mai. Cet été-là, le label sort aussi une compilation intitulée 11:11. 
Dok2 et The Quiett représentent Illionaire Records lors de la troisième saison de l'émission Show Me the Money, où ils étaient les producteurs derrière le vainqueur de la saison, Bobby du groupe iKON. Ils sont aussi les producteurs de Superbee, qui  finit troisième dans la cinquième saison de l'émission. Le jeudi 6 février 2015, Illionnaire Records annonce le départ du cofondateur de Illionnaire records Dok2. 
Le 6 février 2020, Illionaire Records annonce via Instagram, que le membre fondateur Dok2 et le label ont mutuellement convenu de mettre fin à son contrat. Aucune raison officielle n'est donnée pour ce départ.
Illionaire Records annonce le 6 juillet 2020 qu'ils allaient fermer leur maison de disques via leur compte Instagram et Twitter officiels. Ils déclarent qu'ils continueraient à soutenir leurs artistes dans leurs projets futurs. Aucune autre raison n'est fournie pour leur départ soudain.

## Artistes
- Illionaire Records : The Quiett, Beenzino.
- Ambition Musik : Kim-Hyoeun, Changmo, Hash Swan, Lellamarz, Zene the Zilla , Ash Island.